# Laura Lemon
Laura Gertrude Lemon, née le 15 octobre 1866 et morte le 18 août 1924, est une compositrice et auteure-compositrice canadienne qui a vécu et travaillé en Angleterre. Elle a également utilisé les pseudonymes Austin Fleming et Ian Macdonald,. Lemon est surtout connue pour avoir composé des pièces pour violon et piano telle que Three Moravian Dances, dédiée à la violoniste canadienne Kathleen Parlow. Cependant, elle s'est également fait remarquer pour ses chansons, My Ain Folk, a ballad of home était à une époque l'une des chansons les plus connues composée par un canadien.

## Jeunesse
Lemon nait le 15 octobre 1866 à Guelph, en Ontario. Son père est Andrew Lemon, conseiller de la reine, et occupe un poste d'associé dans le cabinet d'avocats Lemon et Peterson. Sa mère est Laura Armstrong, d'où son prénom. En 1881, alors qu'elle a cinq ans, la famille déménage de leur maison d'Arthur Street pour Winnipeg, Manitoba. Lemon grandi là-bas et acquiert un goût et un talent pour la musique. Au début de sa vingtaine, Lemon s'installe en Angleterre et s'inscrit à la Royal Academy of Music de Londres.

## Carrière musicale
Lemon est une pianiste talentueuse et beaucoup de ses premières œuvres ont été écrites pour piano. Dans les années 1890, ses compositions commencent à être publiées sous forme de partitions, Slumber Songs et Three Moravian Dances par exemple. Ses œuvres sont interprétées par des chanteurs locaux, parfois accompagnés par Lemon.
Lemon commence à collaborer avec le parolier Wilfrid Mills en 1904. Leur œuvre My Ain Folk (1904) (sous-titrée A Ballad of Home) reste la plus mémorable de leurs collaborations. La célèbre chanteuse anglaise Clara Butt popularise la chanson en l'interprétant lors d'un de ces concerts. Le premier enregistrement dont on trouve la trace a été chanté par Clara Butt pour la Gramophone Company Limited en juillet 1912. 

## Œuvres
Lemon a composé pour violon et piano, mais était surtout connue pour ses chansons.
- Three Moravian Dances, pour piano et violon (1910) – dédié à Kathleen Parlow[8]
- My Ain Folk: A Ballad of Home (1904). arrangement par : Reg Leopold
- Slumber Songs (1895)
- My Ain Love and My Dearie (1900)[9]
- Canada Ever! (1907)
- Mighty Dominion (1910)
- Canadian Song Cycle (1911), paroles de Wilfred Mills [8],[10]
- Love's Necklet (1913), paroles de Lancelot Cayley Shadwell (en) (1882–1963)